# 湟水河
湟水又称西宁河，是黄河上游最大的一条支流，发源于青海省祁连山系大坂山南麓，自西向东流经巴燕峡、湟源峡、穿过西宁盆地、民和盆地，与大通河汇合后流入甘肃省，至八盘峡附近汇入黄河。